# 池有山
池有山（ちゆうさん）は、台湾の新竹県尖石郷と台中市和平区の境界部にある標高3,303mの山である。台湾百岳における武陵四秀の一つである。

## 概要
山名は「池の多い」を意味する。タイヤル語で「Tamarappu」。日本語の漢字では「玉羅府山」という訳語が使用された。 
池有山は桃山と品田山のほぼ中間の雪山山脈に位置し、台湾百岳の中で47位だった。頂上部には、三等三角点が設置されている。